# Costa Turquesa

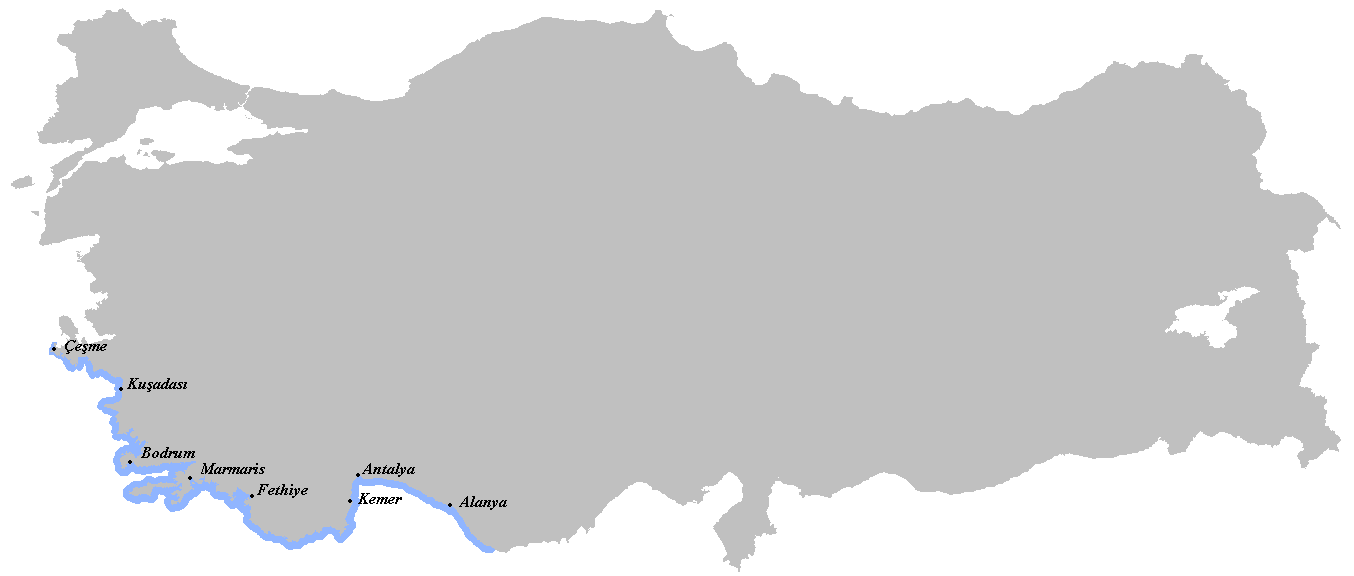
Mapa de localización de la Costa Turquesa, con las principales ciudades : Alanya, Antalya, Kemer, Fethiye, Marmaris, Bodrum, Kuşadası y Çeşme.

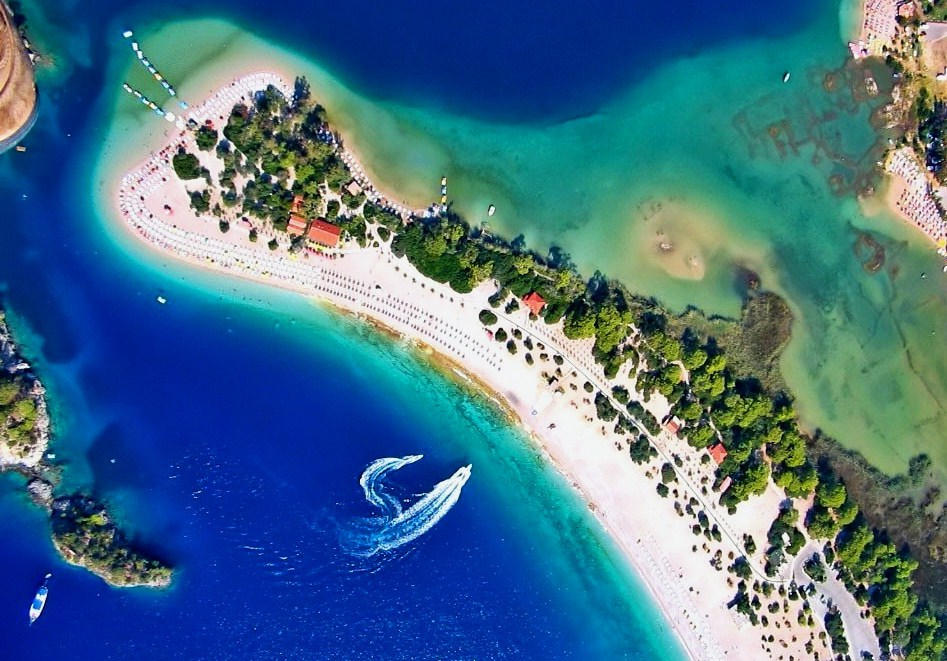
Ölüdeniz es una playa famosa en la Costa Turquesa

La Costa Turquesa (igualmente conocida como la Riviera Turca) es una región geográfica de la costa de los mares Egeo y Mediterráneo del oeste y sur de Turquía y que comprende la zona costera de las provincias de Esmirna, Aydın, Muğla, Antalya y parte de Mersin. La combinación de factores como un clima favorable, el mar cálido que produce efectos similares al del Cinturón del Sol, una extensión de casi 1000 kilómetros de costa y la presencia de importantes sitios arqueológicos y naturales, hacen de la Costa Turquesa un destino turístico reconocido internacionalmente. 
La Riviera Turca es también reconocida por sus Viajes Azules (Blue Voyages) o Cruceros Azules, cruceros hechos en goletas, embarcaciones de vela cuyo nombre deriva del francés gouëlette. Tienen una duración de entre varios días a una semana y recorren la costa de la antigua Licia, deteniéndose en pequeñas playas semidesérticas y otros lugares costeros históricos y algunas necrópolis a la orilla del mar.

## Historia

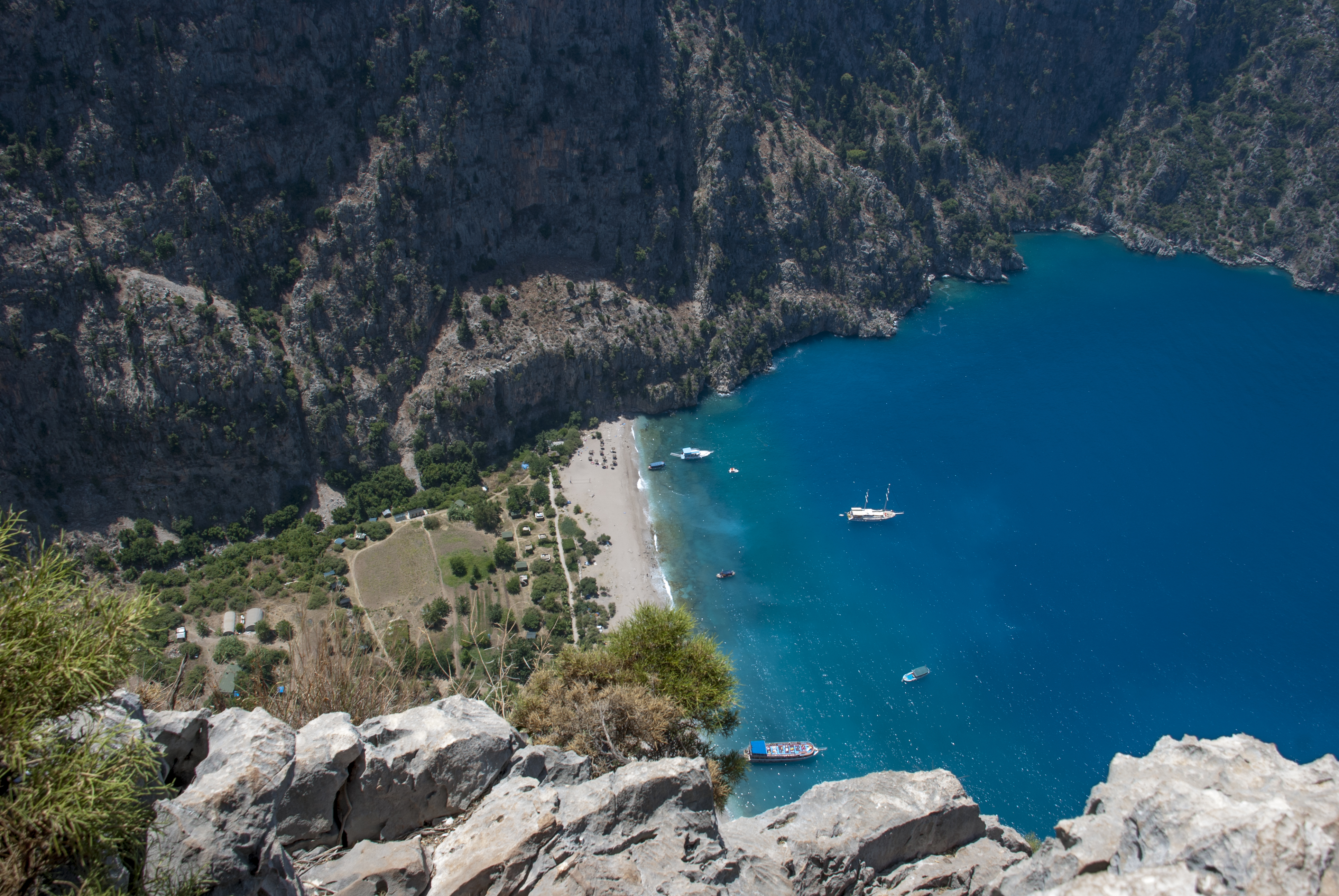
Valle de las Mariposas en la Costa Turquesa

Entre los sitios arqueológicos dos forman parte de las Siete maravillas del mundo antiguo: las ruinas del Mausoleo de Halicarnaso en Bodrum y las del Templo de Artemisa en Éfeso, que pueden incluso ser vistas hoy en día.
Se hace igualmente referencia a la Costa Turquesa de numerosas civilizaciones de viajeros, mercaderes y poblaciones residentes: licios, romanos, griegos, selyúcidas, otomanos... Marco Antonio escribió que la había escogido como "el más bello regalo de matrimonio para su amada Cleopatra" y que los dos habrían pasado su luna de miel en lo que es la actual Antalya
La región tiene un rico pasado histórico, tanto en hechos como en leyendas y mitos. Ha sido el lugar de paso o de residencia de figuras históricas de todo tipo. San Nicolás, el santo que dio origen a la figura de Papá Noel, vivió en Mira, en la actual Demre, una ciudad cercana a Antalya. Heródoto, considerado como el padre de la Historia nació en Halicarnaso, actual Bodrum.

## Galería de imágenes

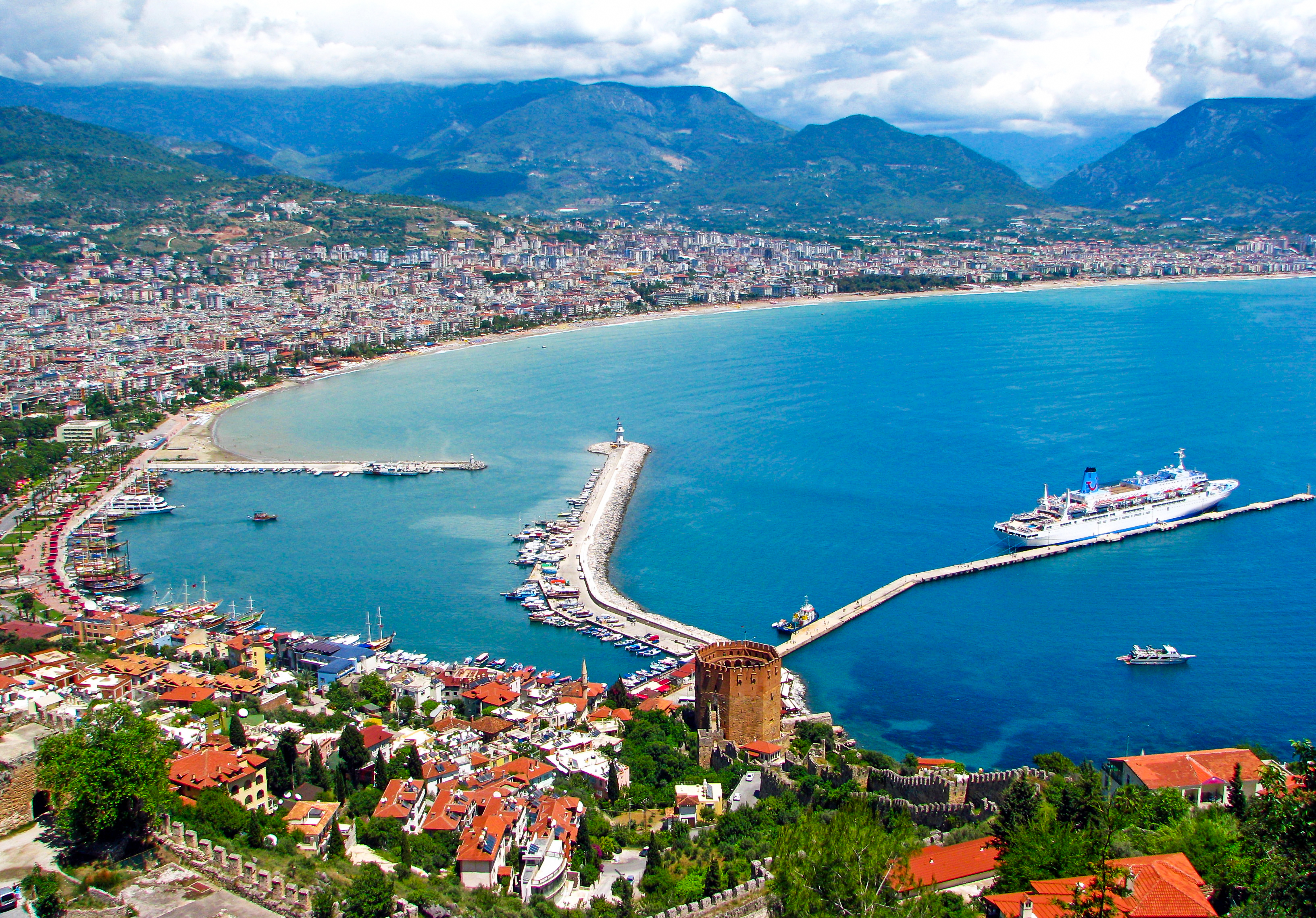
Península de Alanya
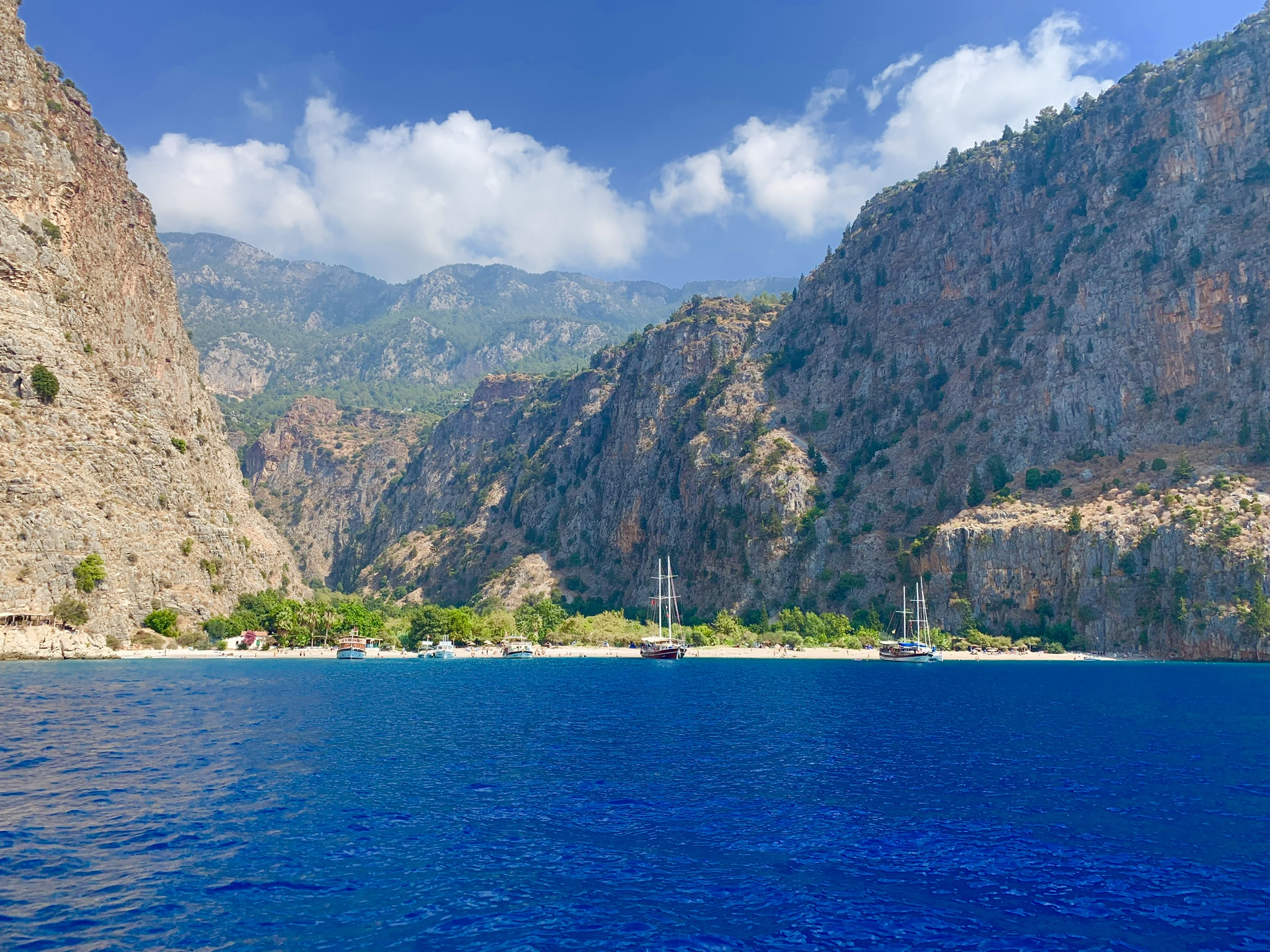
Valle de las Mariposas en Fethiye
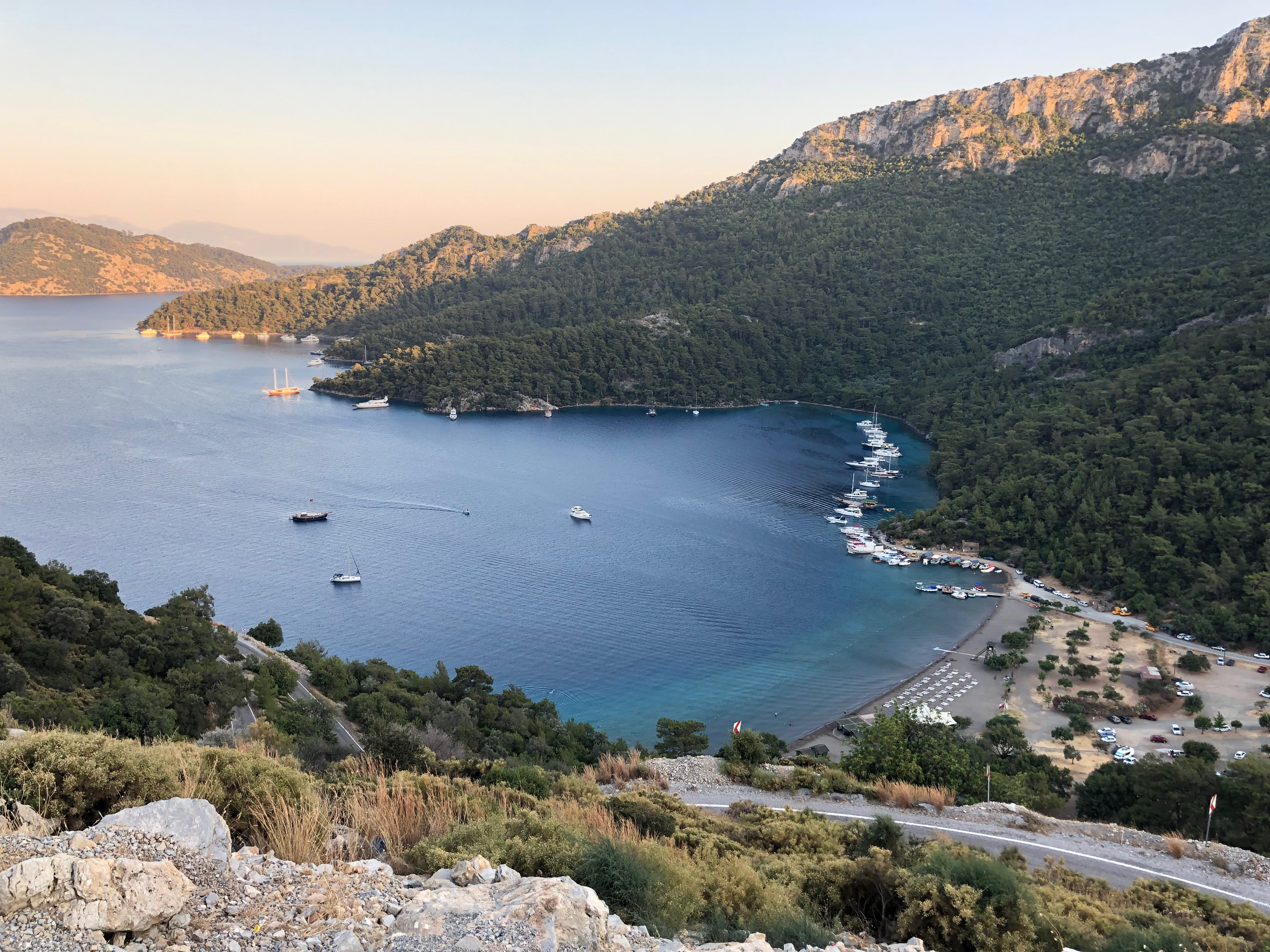
Vista de la costa de Dalaman
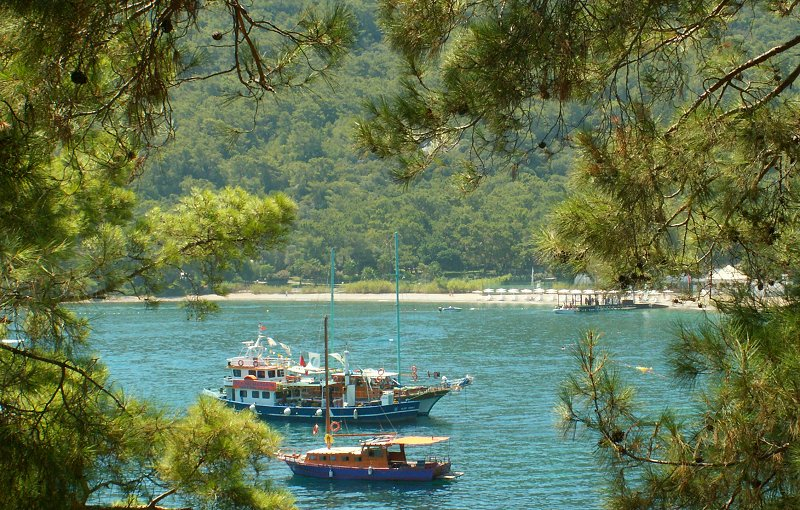
Ayışığı Plajı (Playa del claro de luna) en Kemer
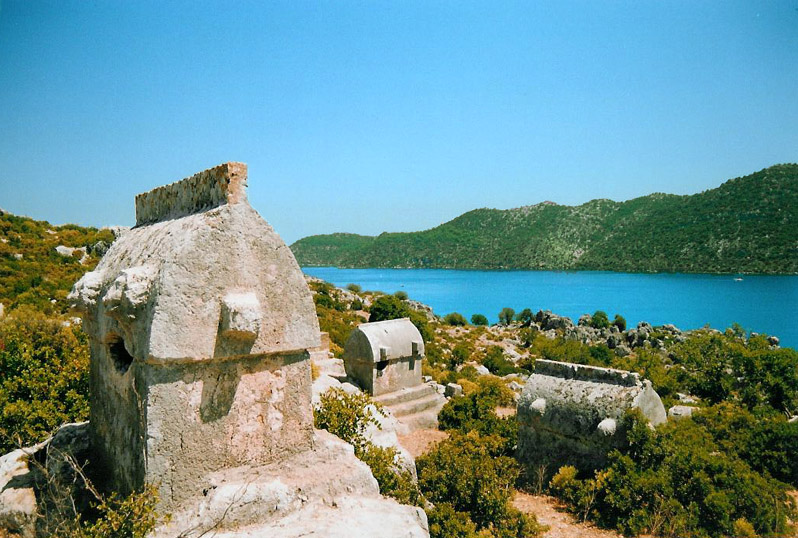
Sitios arqueológicos de Kaleköy
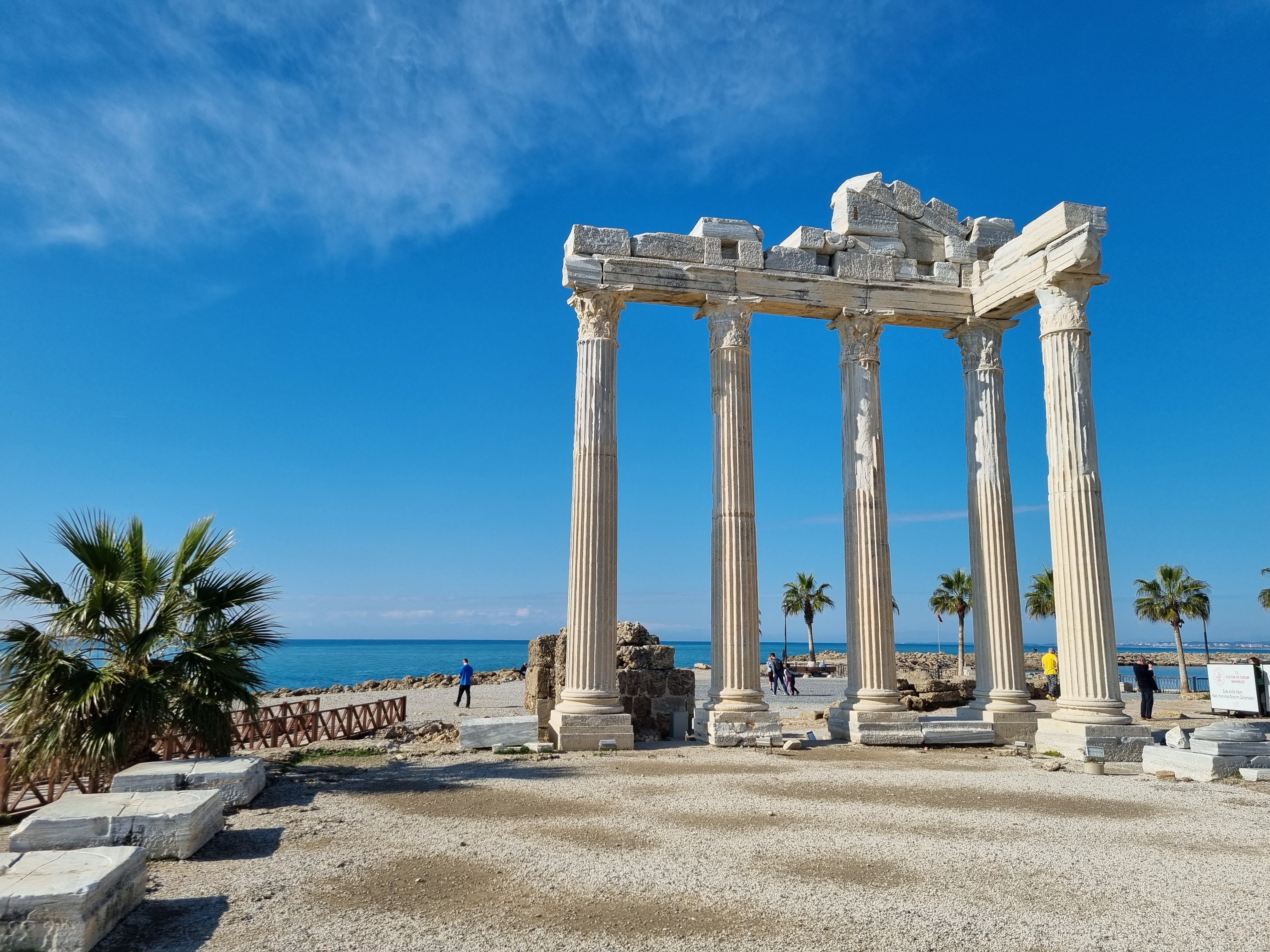
Ruinas del Templo de Apolo, cerca de Side
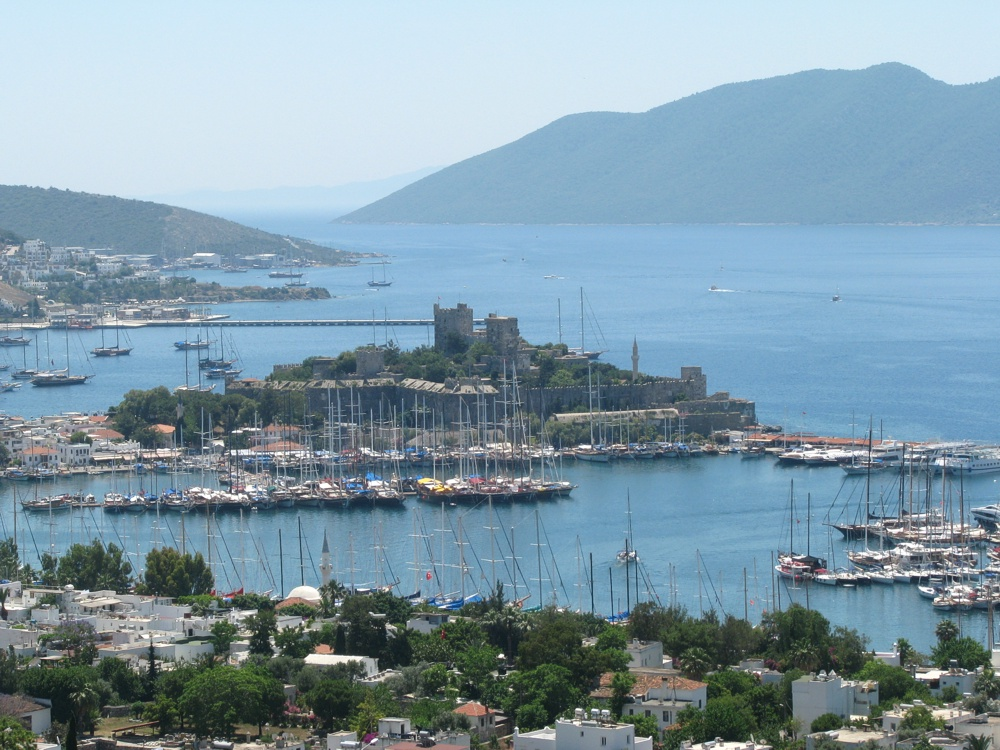
Castillo de San Pedro de Halicarnaso de Bodrum
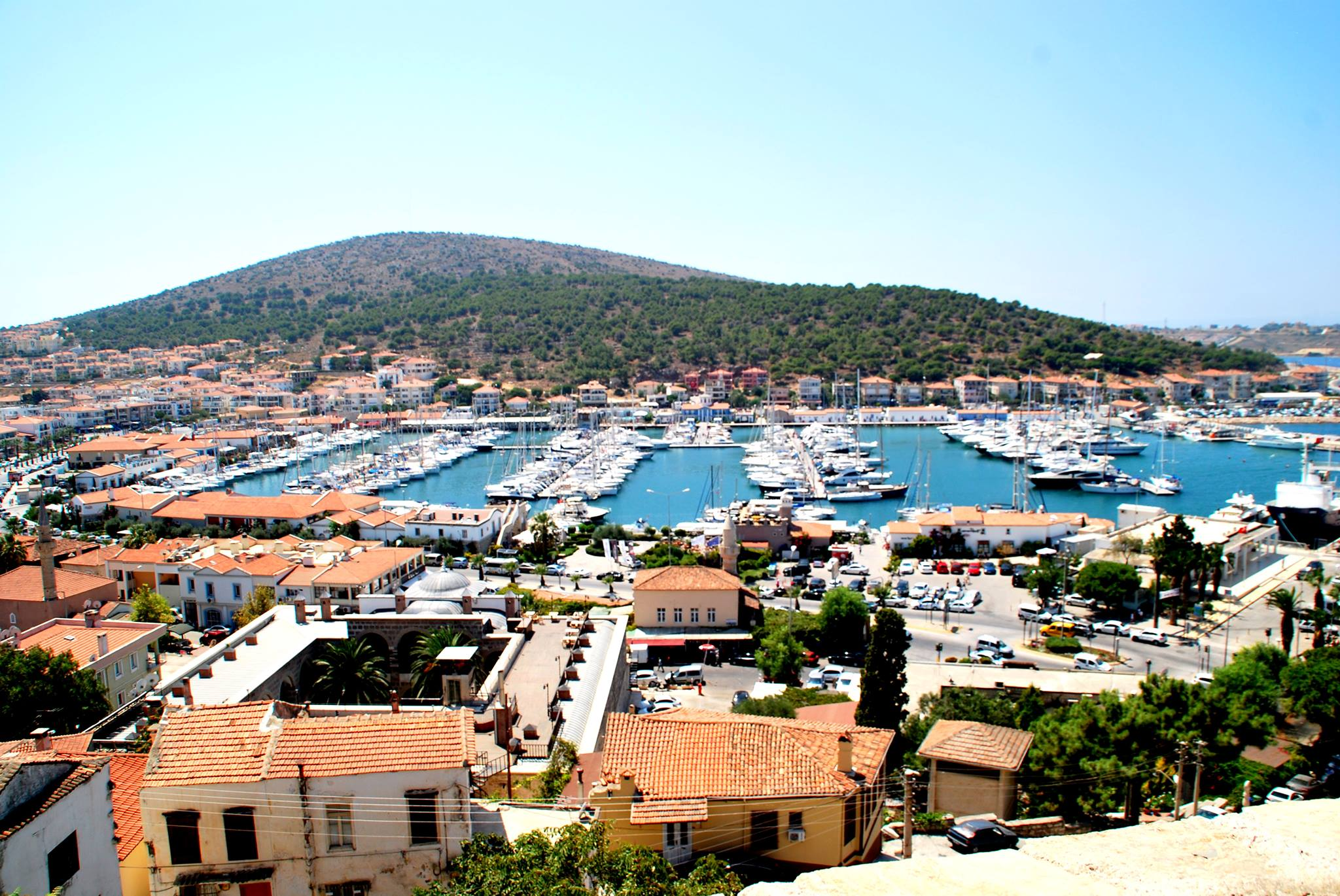
Çeşme, cerca de Esmirna
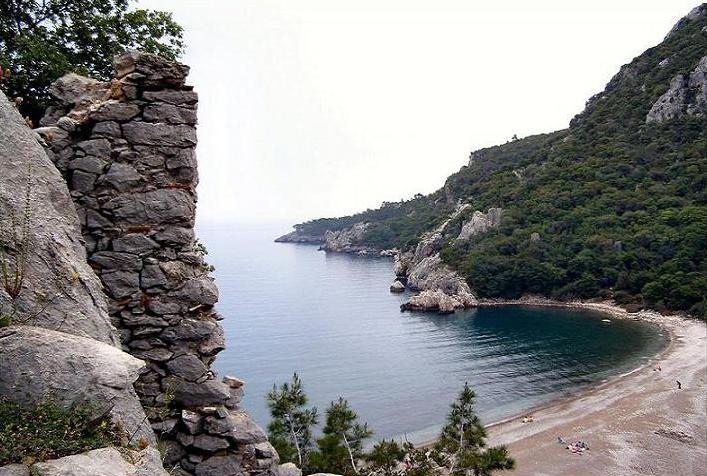
Playa de Olimpo
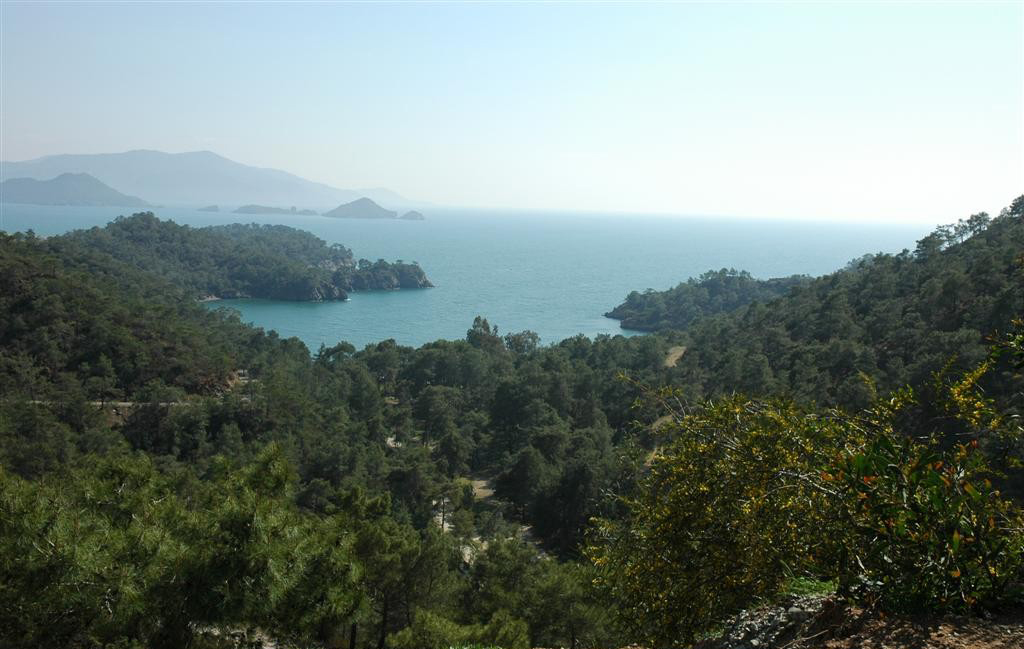
Bahía de Katrancı cerca de Fethiye
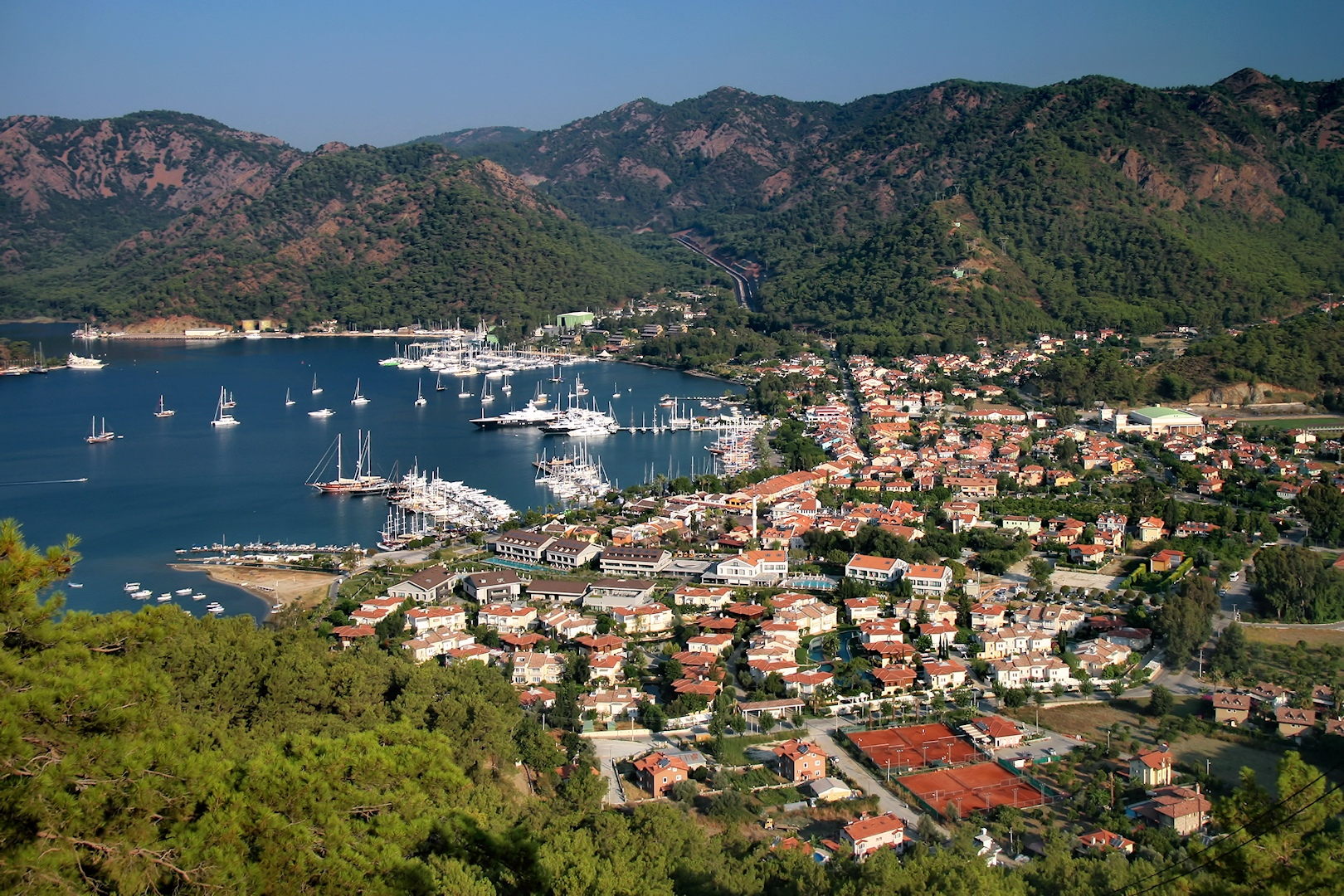
Göcek es una pequeña ciudad en Fethiye
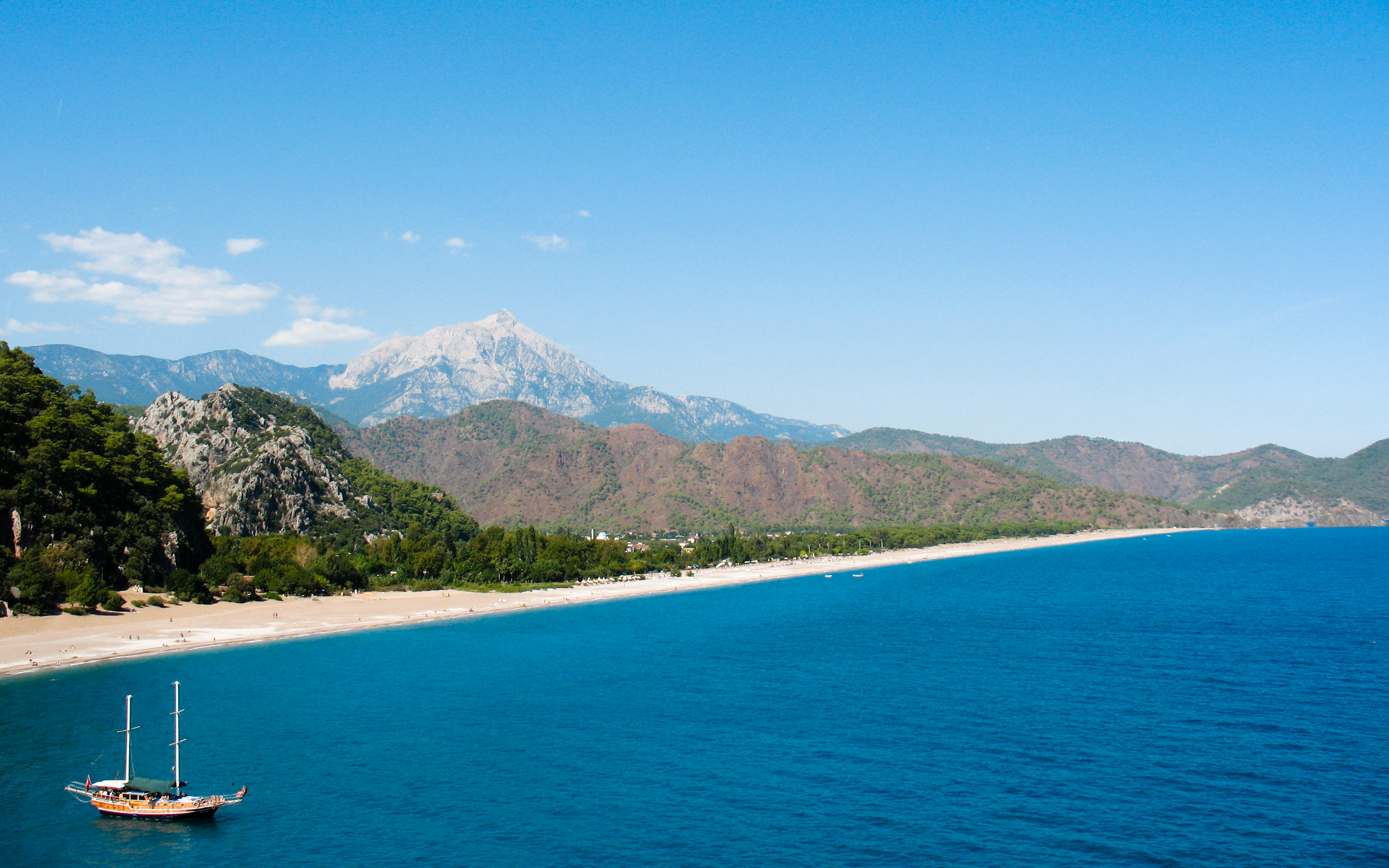
Playa de Olympo
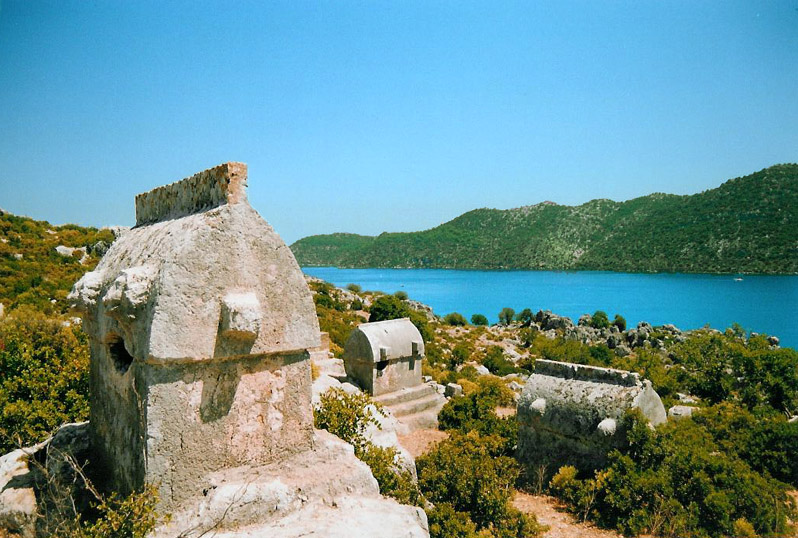
Antiguas tumbas licias en Simena
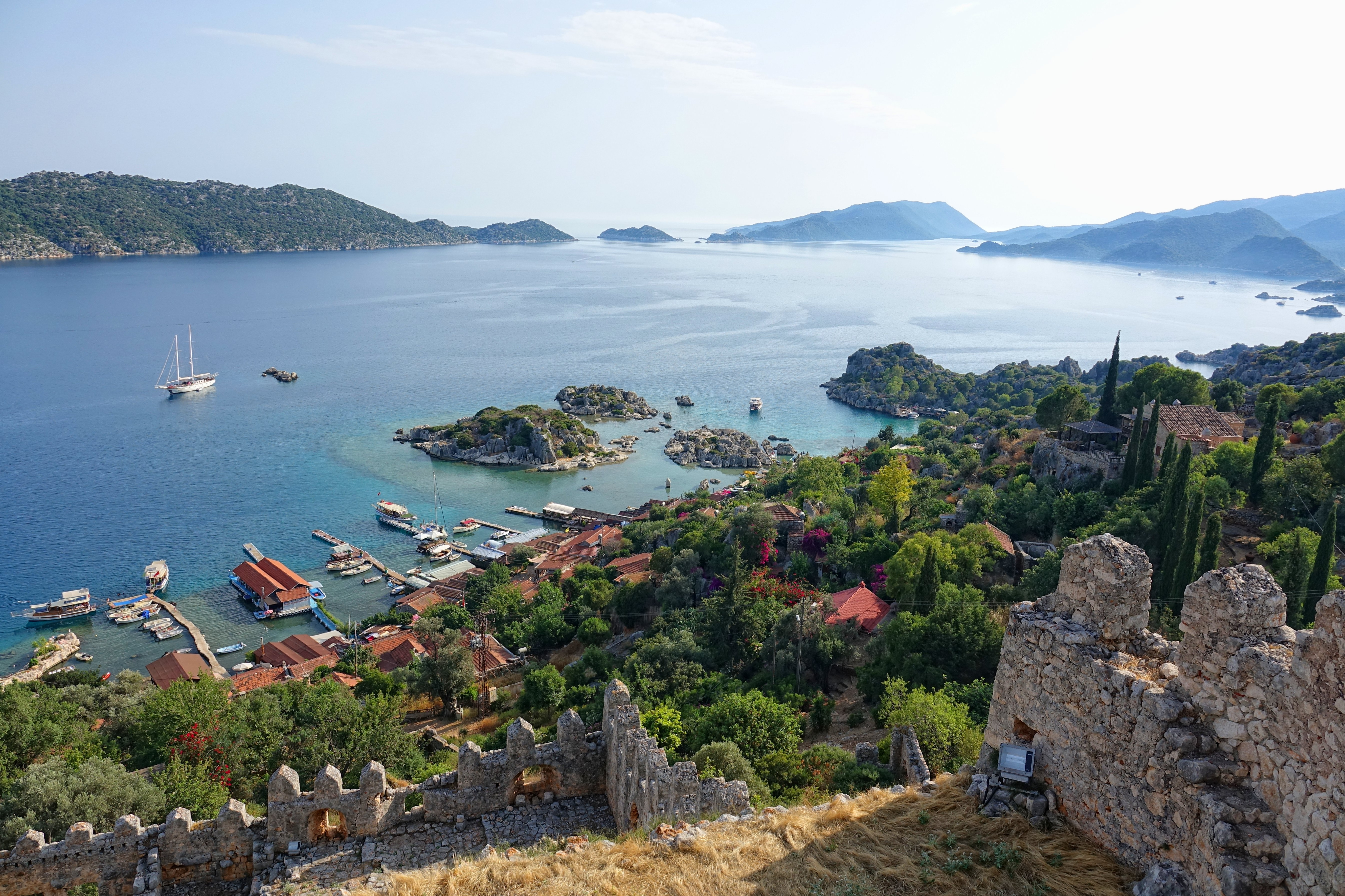
Vista de Kekova
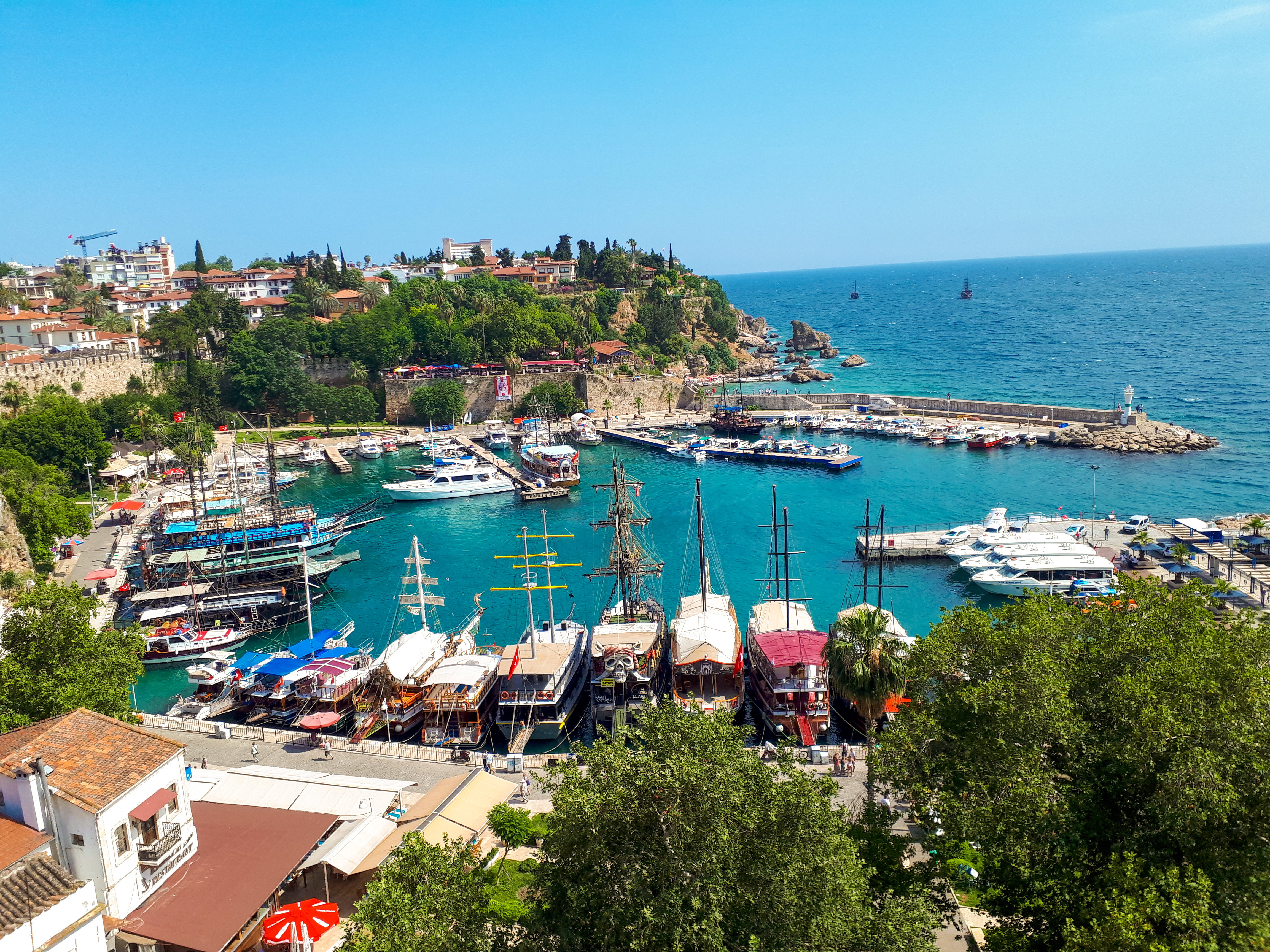
Vista de Kaleiçi en Antalya
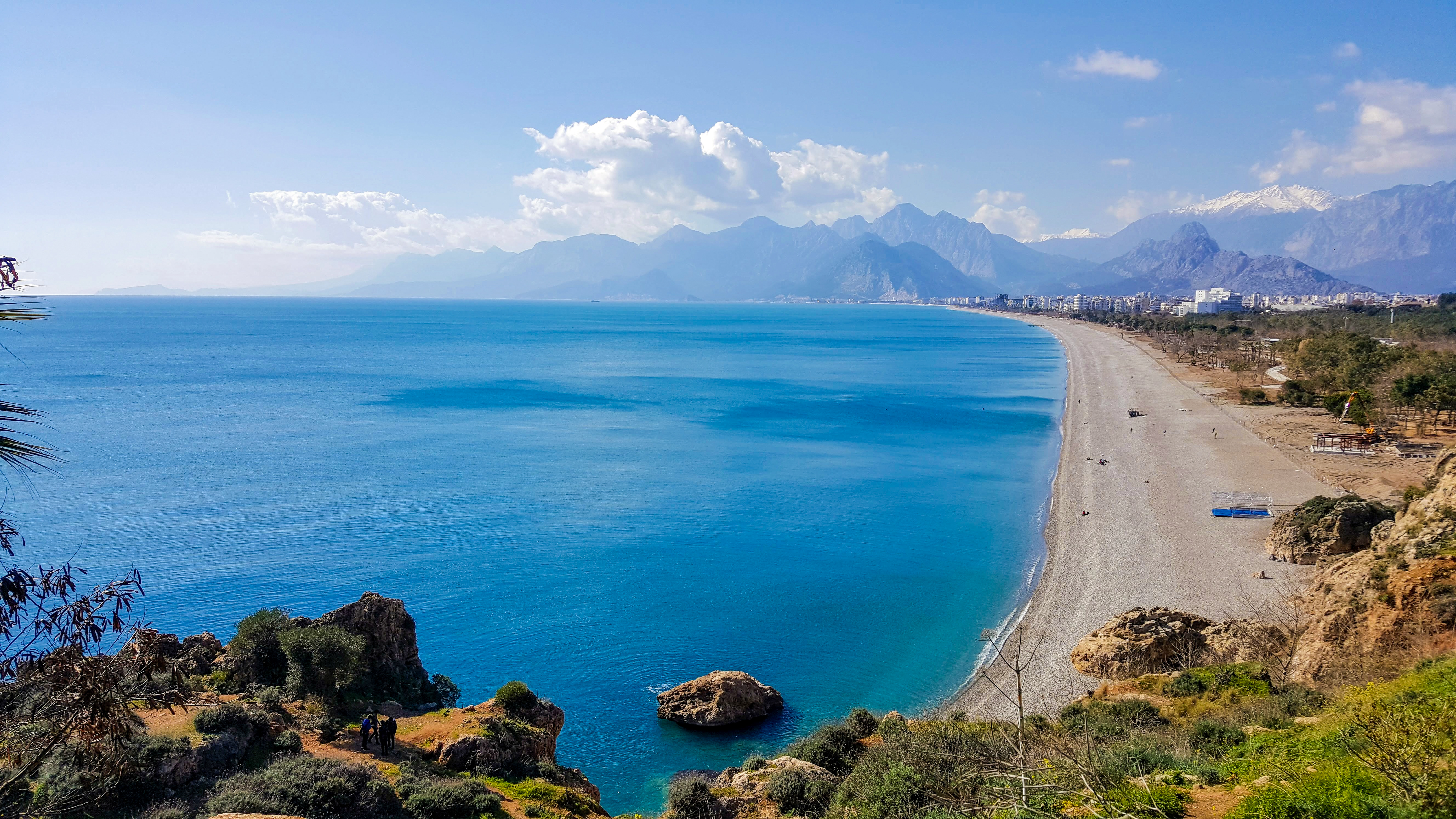
Playa Konyaaltı, Antalya
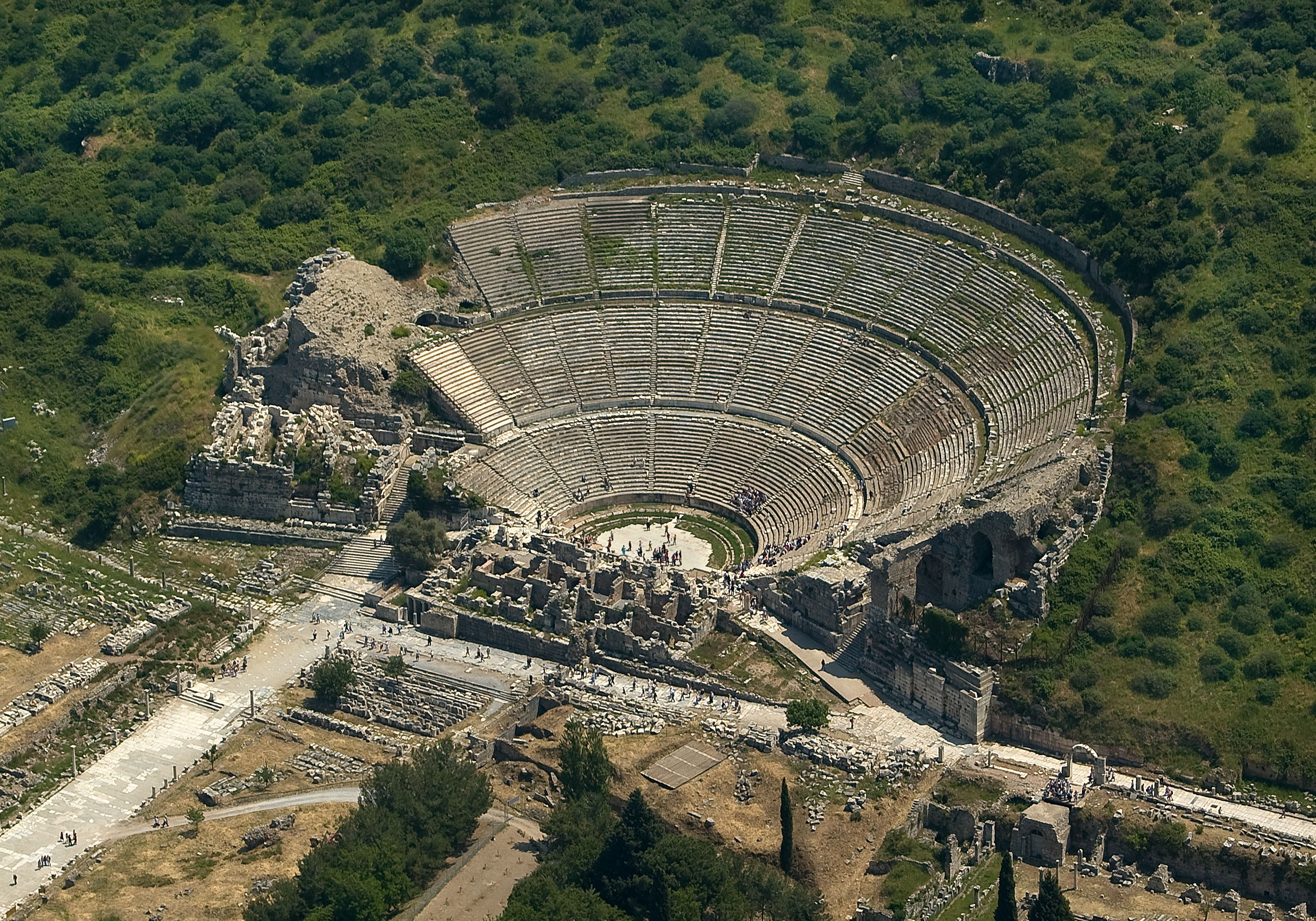
Teatro de Éfeso.
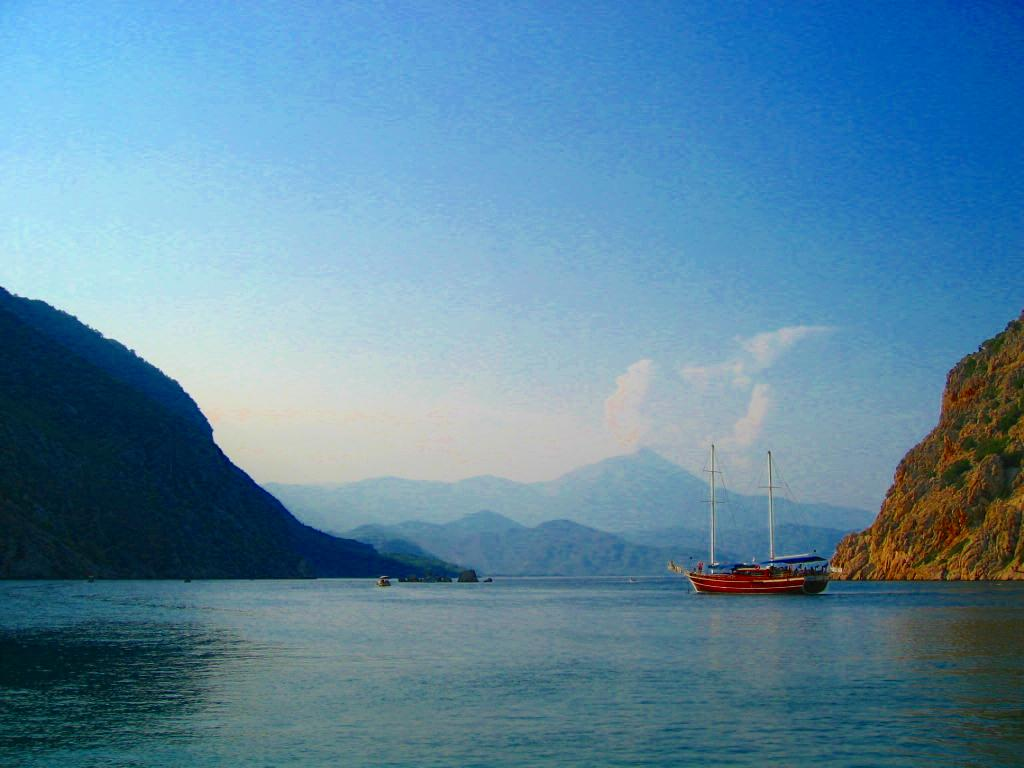
Ciudad de Olimpo en Licia recibió su nombre del monte Olimpo.
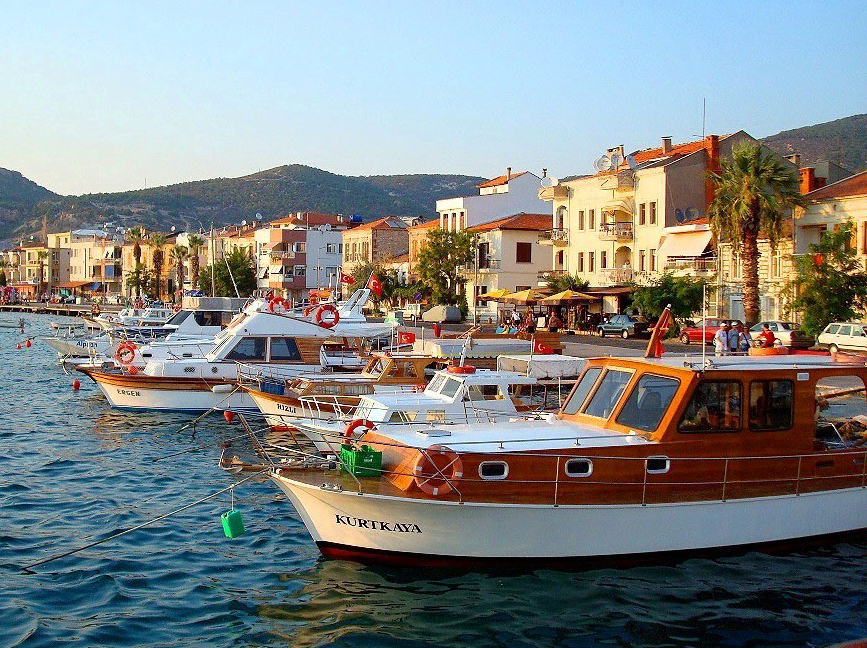
Puerto de Foça
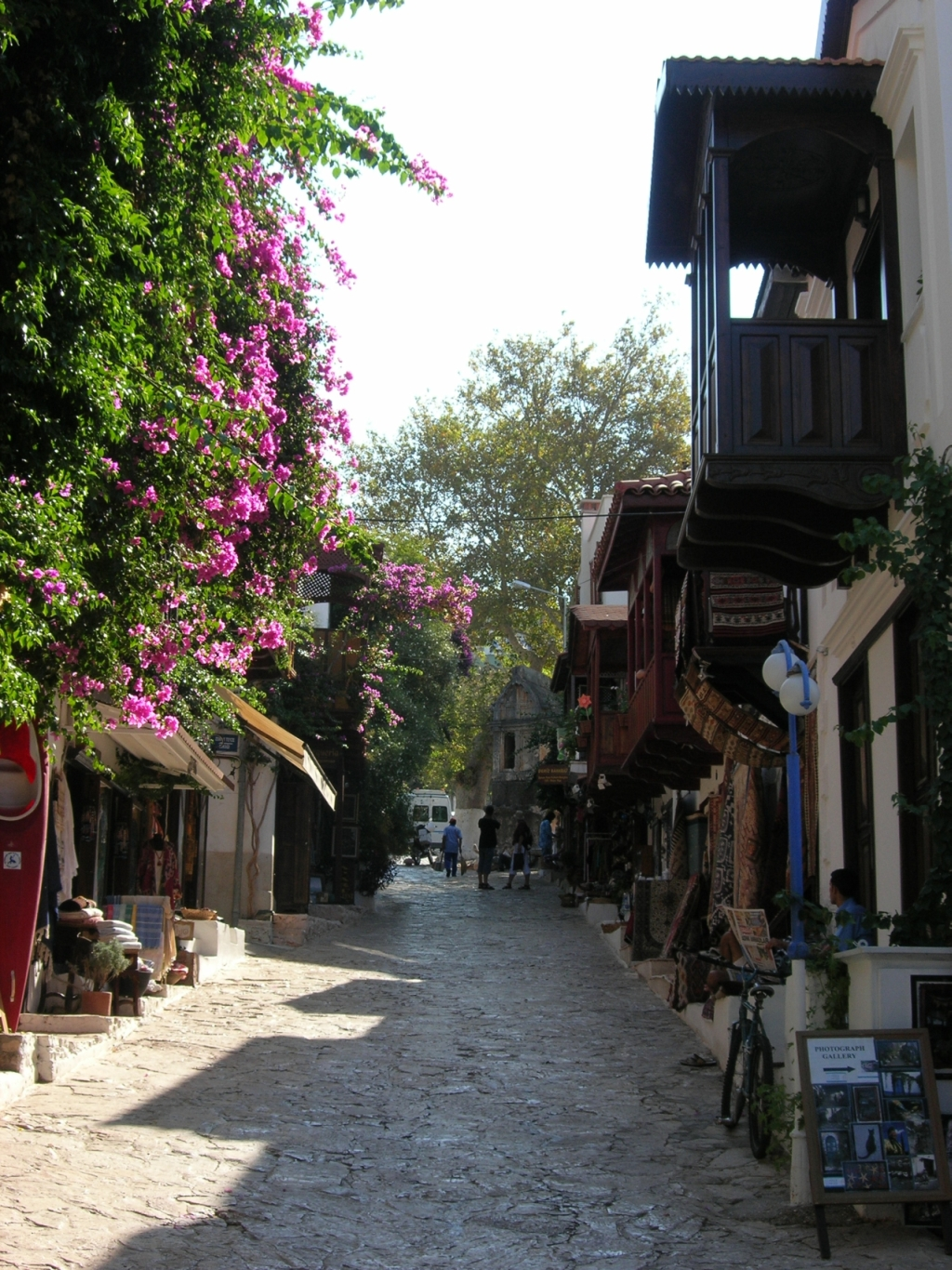
Kaş, casas tradicionales
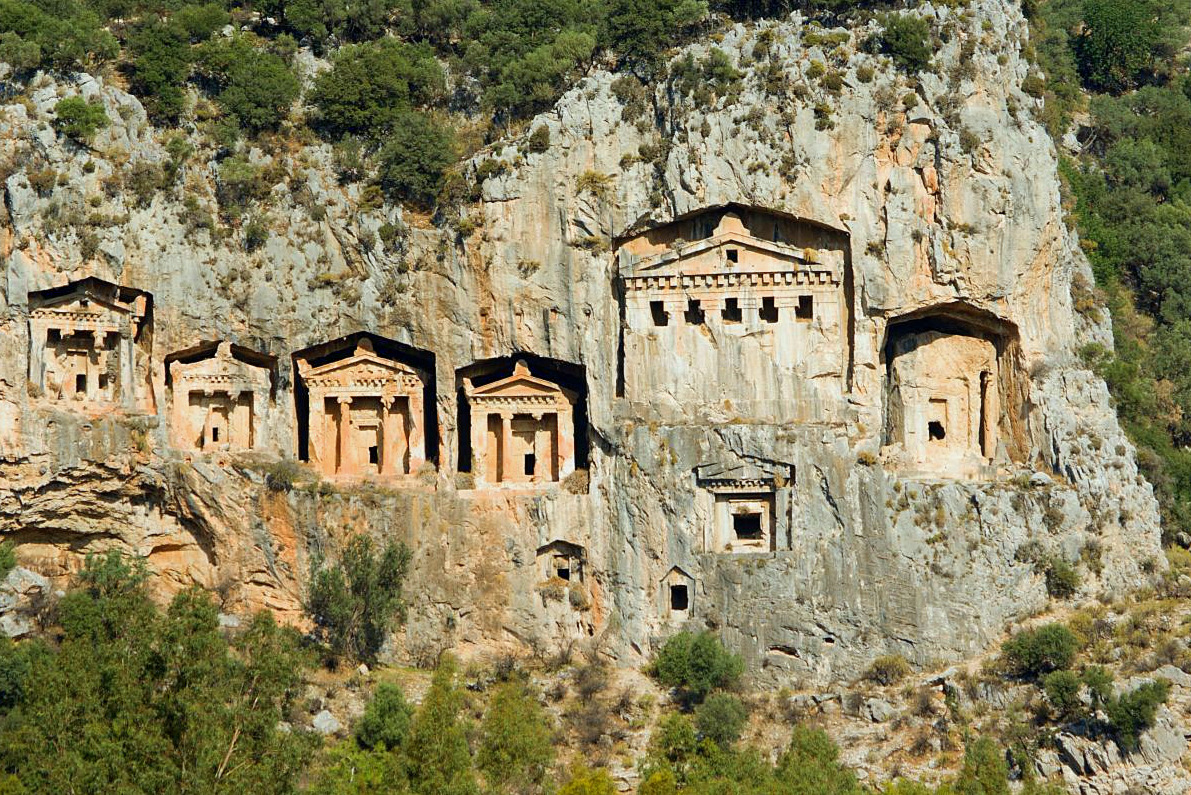
Tumbas licias en Dalyan
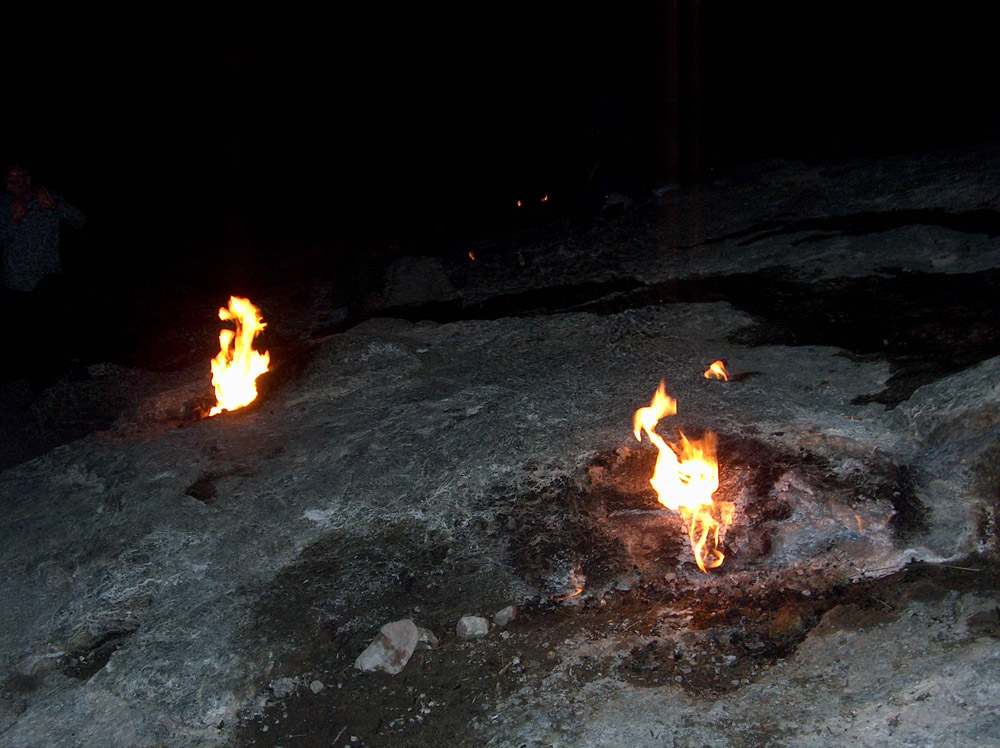
Los fuegos eternos del Monte Quimera, cerca de Dalyan
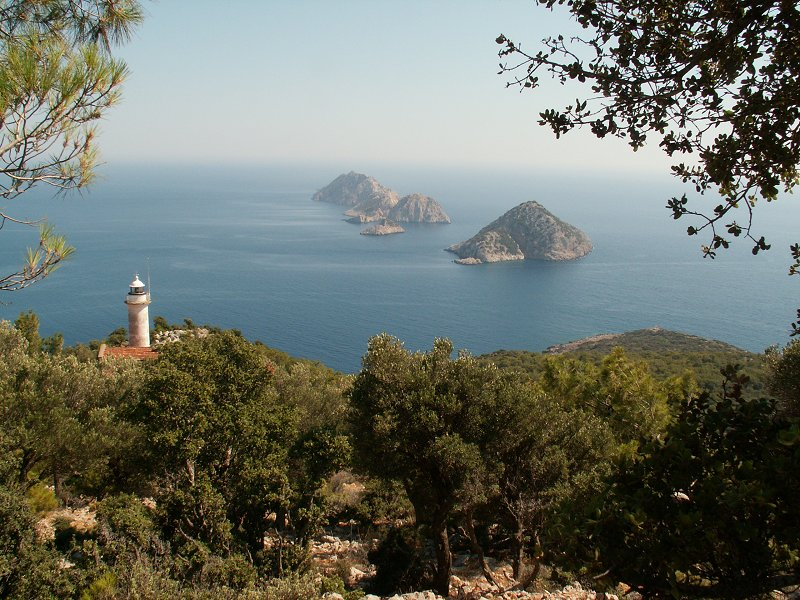
Cabo de Gelidonya, cerca de Finike, lugar donde naufragó un navío mercante fenicio en el 1200 a.C.
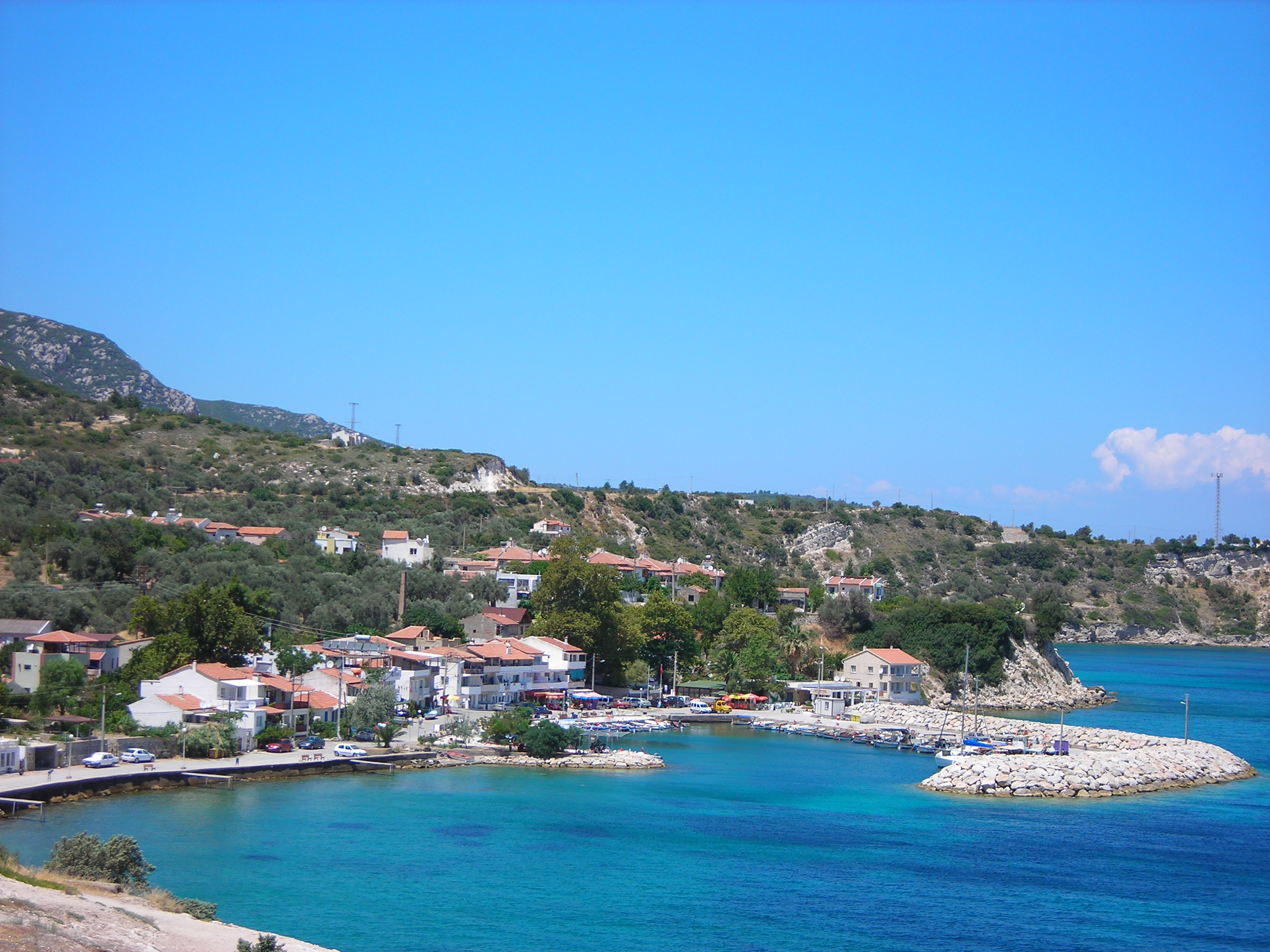
Karaburun